# 磁性半導体
磁性半導体（じせいはんどうたい、Magnetic Semiconductor）とは、強磁性と半導体の両方の性質を合わせ持つ物質。スピントロニクス材料として用いられる。半導体の電気デバイスとしての性質を用いた電気的制御により、磁気特性をコントロールすることが可能である。
現在は、主に半導体結晶成長の際に磁性不純物を入れる、希薄磁性半導体が主流である。